# Rüppurr

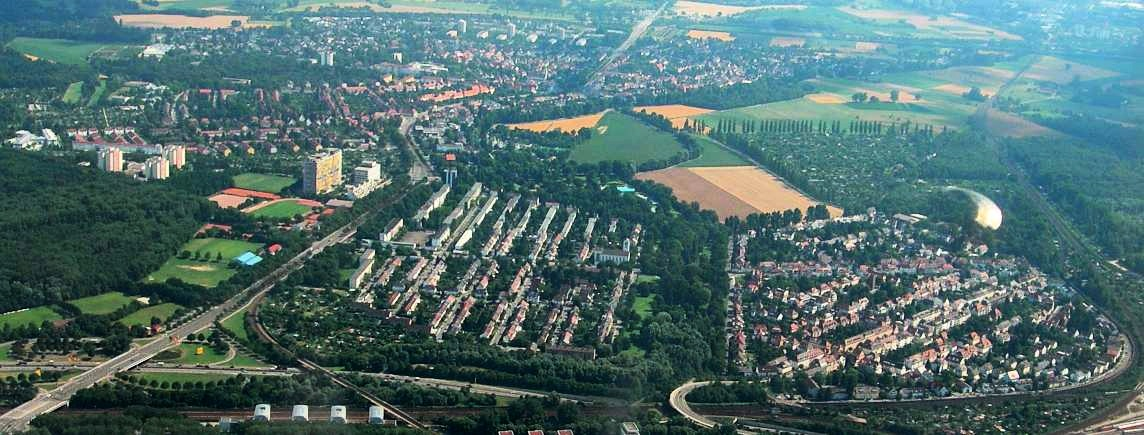
Rüppurr começa atrás do maior edifício à esquerda do centro da foto.

Rüppurr é um bairro ao sul de Karlsruhe com ca. 10.000 moradores. Liga Karlsruhe com a cidade vizinha Ettlingen.

## História

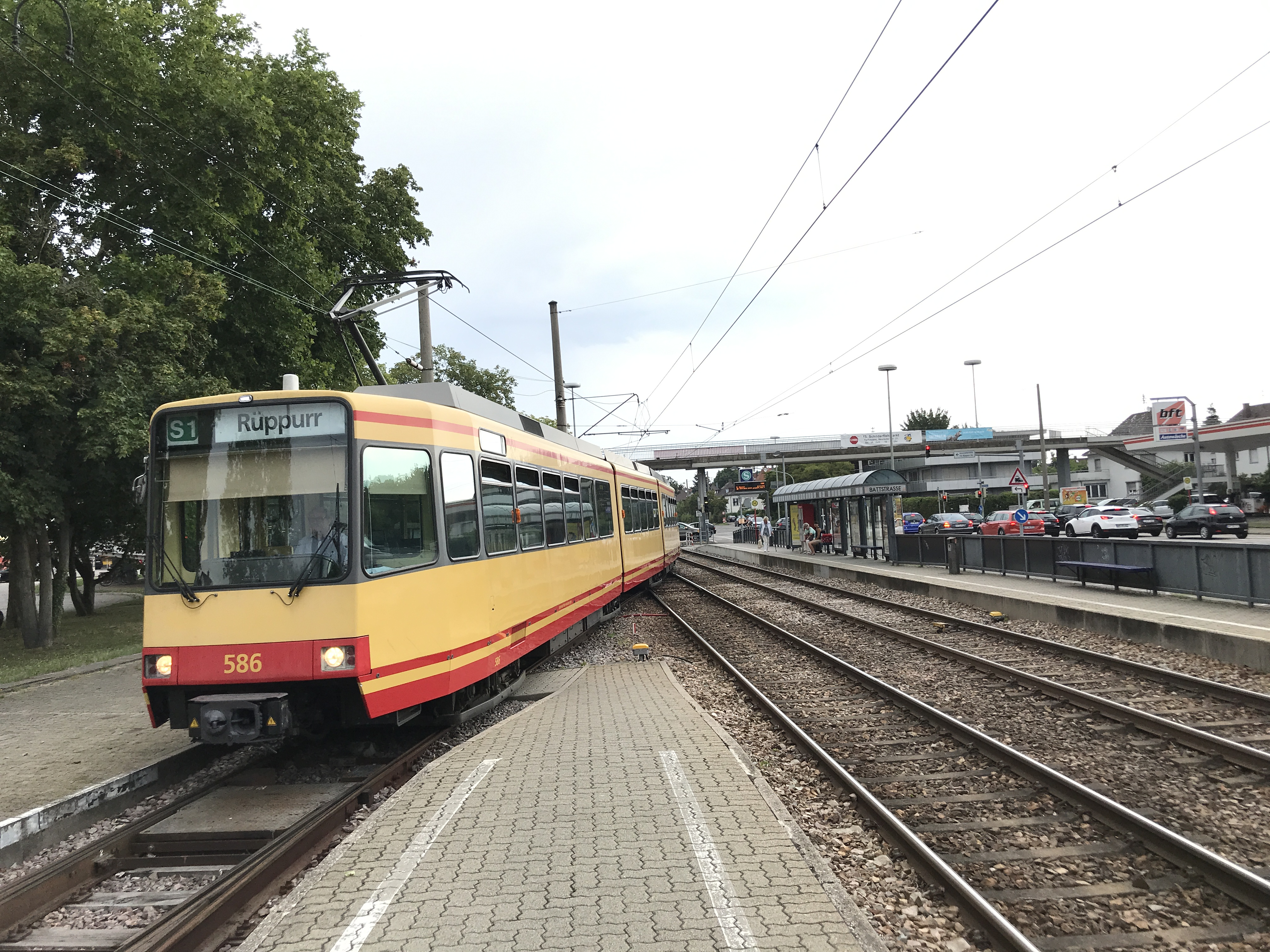
Bonde da linha S1 na parada Rüppurr Battstrasse

Rüppurr (antigo Riet-Burg = Burg im Sumpf (Castelo no Pântano), Das Haus im Ried (Moor) (A casa no pântano (turfa))) foi citado a primeira vez em 1103. Foi um aldeamento em Baden construído sobre os depósitos de cascalho de canais formados naturalmente pelos rios Kinzig e Murg, regido pelos nobres Pfauen von Riedburg. Além da agricultura, a extração de gelo natural foi de grande significado para as cervejarias de Karslruhe.
Em 1907 Rüppurr foi incorporado a Karlsruhe. Neste mesmo ano Hans Kampffmeyer, Friedrich Ostendorf, Friedrich Ettlinger e outros fundaram a localidade residencial Gartenstadt Karlsruhe. A partir de 1911 foram construídas as primeiras casas próximo à atual Ostendorfplatz; arquitetos como Max Laeuger trabalharam em seu planejamento.

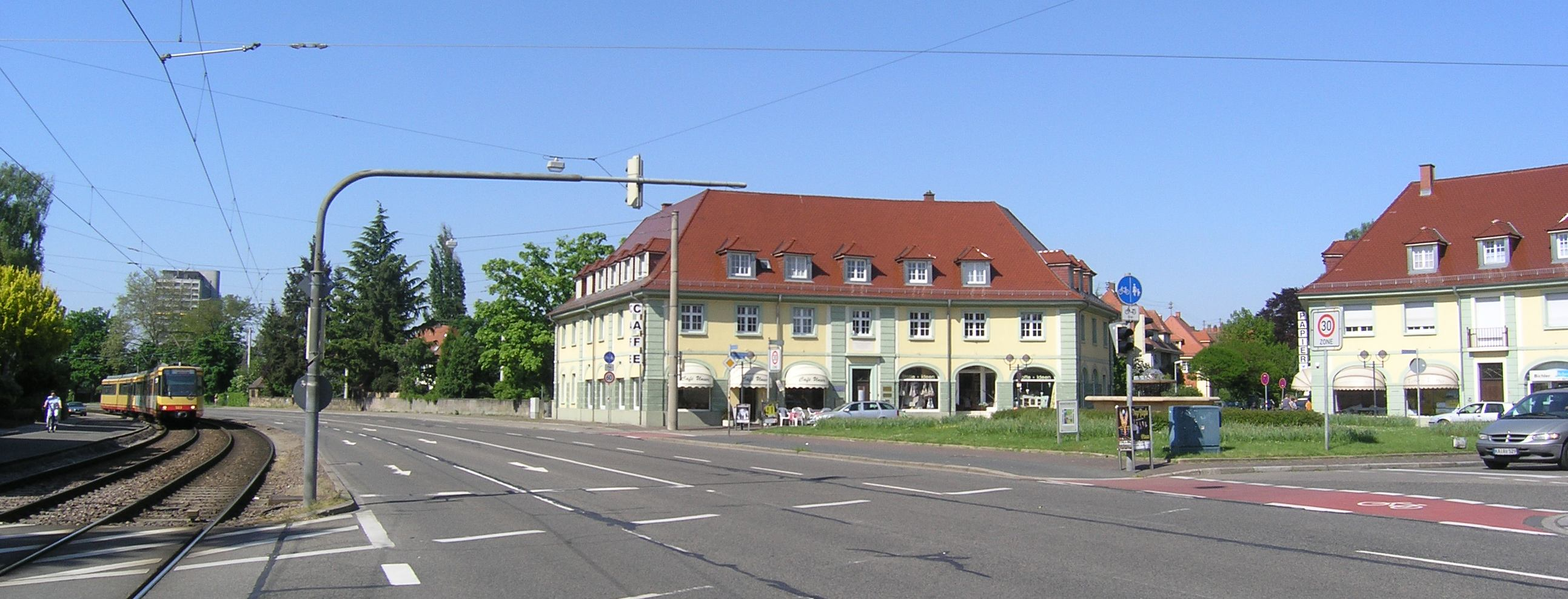
Ostendorfplatz, acesso à Gartenstadt